# Wissenschaftspolitik
Die Wissenschaftspolitik ist ein Teilbereich der allgemeinen Politik und befasst sich mit gesellschaftlichen Rahmenbedingungen für die Wissenschaft. Ein ähnlicher Begriff ist der der Forschungspolitik.

## Definitionen und Aufgaben
Wissenschaftspolitik hat zwei wesentliche Komponenten: die Ausbildung wissenschaftlichen Nachwuchses und die Forschung, insbesondere die Grundlagenforschung. Sie ist verzahnt mit der Forschungspolitik, welche sich mit Grundlagenforschung und angewandter Forschung befasst, und interagiert mit Bildungs- und Technologiepolitik. Die Begriffe und Aufgabenwahrnehmungen sind dabei nicht klar abgrenzbar, und Überlappungen zur Vernetzung und Erzielung von Synergien oft beabsichtigt. Wissenschaftspolitik wird teilweise auch über die Steuerpolitik (zum Beispiel Abschreibungen für Forschungsaufwendungen), die Infrastrukturpolitik und die staatliche Vergabepraxis ausgeübt.
Neben der wichtigen Frage der Finanzierung von Hochschulen und Universitäten sowie anderer Forschungseinrichtungen behandelt die Wissenschaftspolitik so unterschiedliche Themen wie
- Technikfolgenabschätzung und damit einhergehend auch rechtliche Ge- und Verbote;
- internationale Zusammenarbeit, insbesondere für besonders aufwändige Vorhaben, wie zum Beispiel die Raumfahrt;
- Evaluation (Beschreibung, Analyse und Bewertung) von Hochschulen;
- finanzielle Förderung von Fonds zur Forschungsförderung und andere Subventionen;
- geistiges Eigentum im Kontext von Wissenschaft und Forschung.

## Deutschland, Österreich, Schweiz
In Deutschland, Österreich und der Schweiz findet Wissenschaftspolitik sowohl auf Bundesebene als auch auf Länderebene bzw. Kantonsebene statt. Zuständig für die Wissenschaftspolitik auf Bundesebene ist 
- in Deutschland das Bundesministerium für Bildung und Forschung
- in Österreich das Bundesministerium für Bildung, Wissenschaft und Forschung
- in der Schweiz das Staatssekretariat für Bildung, Forschung und Innovation (SBFI)

## Europäische Union
Auch die Europäische Union betreibt eine Wissenschaftspolitik. Der Ausschuss für wissenschaftliche und technische Forschung berät die Europäische Kommission und den Rat der Europäischen Union dabei.
Das 8. EU-Forschungsrahmenprogramm "Horizont 2020" ist Ende 2020 ausgelaufen. Das aktuelle EU-Rahmenprogramm für Forschung und Innovation "Horizont Europa" läuft bis 2027.
1. ↑  siehe Monografien unter den Normdaten für Forschungspolitik in der Deutschen Nationalbibliothek unter GND 4125050-3
2. ↑  www.horizont2020.de
3. ↑  www.horizont-europa.de